# Centropogon trachyanthus
Centropogon trachyanthus är en klockväxtart som beskrevs av Franz Elfried Wimmer. Centropogon trachyanthus ingår i släktet Centropogon och familjen klockväxter. Inga underarter finns listade i Catalogue of Life.